# Dicranum geniculatum
Dicranum geniculatum är en bladmossart som beskrevs av C. Müller 1896. Dicranum geniculatum ingår i släktet kvastmossor, och familjen Dicranaceae. Inga underarter finns listade i Catalogue of Life.